# Попцов, Олег Максимович
Оле́г Макси́мович Попцо́в (27 мая 1934, Ленинград — 16 октября 2022, Москва) — советский и российский журналист, писатель, политический деятель, деятель советского и российского телевидения. Заслуженный деятель искусств Российской Федерации (2005).

## Биография
В 1959 году окончил Ленинградскую лесотехническую академию по специальности инженер лесного хозяйства.
Работал помощником лесничего в Красноярском крае, затем перешёл на комсомольскую работу. После окончания ВПШ — секретарь Ленинградского обкома ВЛКСМ; находясь на этом посту, впервые попал на телевидение: был одним из создателей телепрограммы «Горизонт» молодёжной редакции ленинградского телевидения.
С 1965 года — работник центрального аппарата ЦК ВЛКСМ в Москве, заведующий отделом агитации и пропаганды. На этой позиции критиковал главного редактора журнала «Сельская молодёжь» Георгия Марчика за публикацию откровенных фотографий, стихов Евгения Евтушенко, «Десяти негритят» Агаты Кристи и других авторов. В апреле 1966 года Марчик был уволен с формулировкой «за допущенные ошибки», а Попцов возглавил «Сельскую молодёжь». Оценивая эту ситуацию, тогдашний заместитель главного редактора журнала Александр Гаврилов описывал Попцова как «высокоидейного большевика», который, «делая карьеру, ни перед чем не останавливался».
За время работы в журнале (1966—1990 гг.) Попцов сделал его одним из самых популярных изданий в СССР, подняв тираж с 350 000 до 1 450 000 экземпляров. При нём в «Сельской молодёжи» печатались Василь Быков, Василий Шукшин и др. Чтобы получить разрешение на публикацию романа В. Померанцева «Доктор Эшке», поставил перед каждой главой цитату из доклада Брежнева на съезде КПСС. Цензоры не могли снять материал с цитатами Генсека — и роман вышел в свет. В качестве редактора журнала постоянно участвовал в съёмках телепрограммы «Взгляд».
Со слов Виктора Ерофеева, одного из авторов альманаха «Метрополь», в 1979 году Попцов входил в группу, возглавленную 1-м секретарём Московской организации Союза писателей СССР Феликсом Кузнецовым, которая осудила выход альманаха и его авторский коллектив, повлияв на дальнейшие преследования этих писателей в Советском Союзе.
В 1989 году участвовал в создании Крестьянской партии России (лидер — Ю. Д. Черниченко).
В марте 1990 года — первый заместитель главного редактора газеты «Московские новости» Е. В. Яковлева. Виталий Третьяков вспоминал об этом так, что у Яковлева, «вошедшего в большую политику» — «он подумывал о первом заместителе, который бы наследовал ему. Редакторство — неформально он об этом подумывал. И однажды он не придумал ничего лучшего, как взять Олега Максимовича Попцова — сразу первым замом главного редактора».
4 марта 1990 года избран народным депутатом РСФСР, член депутатской группы «Гласность», стал членом комитета по СМИ. Попцову в разное время предлагали занять должности министра культуры, пресс-секретаря Бориса Ельцина, министра печати. Сам Попцов отказывался по причине нежелания работать чиновником.
14 июля 1990 года назначен председателем Всероссийской государственной телерадиокомпании (ВГТРК). Участвовал в создании Российского радио («Радио России») и Российского телевидения (РТР, ныне «Россия-1»). Российское радио как часть ВГТРК было создано на базе радиостанции «Юность». В начале работы Попцов поставил задачу обойти по популярности радио «Маяк». Для создания новой телекомпании, созданной в отличие от радиостанции на пустом месте, Попцов пригласил Анатолия Лысенко в качестве своего заместителя. Также в команду вошли Сергей Ложкин (в будущем — заместитель Попцова по финансам), Елена Дмитриева (юрист), Станислав Буневич (технический директор) и др. 120 000 долларов США на приобретение первых видеокамер Попцов взял в долг у Святослава Фёдорова «под честное слово». Вернул деньги через три месяца.
3 октября 1993 года во время штурма телецентра «Останкино» сторонниками Верховного совета России организовал вещание из резервной студии.
15 февраля 1996 года освобождён от обязанностей главы ВГТРК. Одна из причин ухода Попцова — его позиция по войне в Чечне. На заседании Правительства заявил: «Мы будем харкать кровью за этот необдуманный ввод войск в Чечню». По мнению самого Попцова, его отставка «стала предтечей олигархической схватки за телевидение».
С апреля 1996 года — сотрудник «Общей газеты» Егора Яковлева.
С февраля 1997 года — генеральный директор полиграфического комплекса «Пушкинская площадь».
9 февраля 2000 года назначен президентом — генеральным директором ОАО «ТВ Центр» (ТВЦ), полностью контролируемого московским правительством. Новый руководитель сделал ставку на социальные проекты. Аббревиатуру названия «ТВЦ» Попцов расшифровывал как «телевидение вечных ценностей». 21 декабря 2005 года совет директоров канала ТВЦ отправил Олега Попцова в отставку «в связи с истечением контракта», согласно официальному сообщению. Одной из возможных причин неожиданного для себя увольнения Попцов назвал выход в эфир документального фильма «Ваше высокоодиночество», в котором вёл виртуальную беседу с Путиным.
В 2001—2010 гг. — Президент Евразийской академии телевидения и радио (ЕАТР). Возглавлял жюри 2 Ялтинского международного кинофестиваля "Вместе".
В 2006—2022 гг. занимал должность советника генерального директора ВГТРК Олега Добродеева, положительно оценивал работу Дмитрия Киселёва и Сергея Брилёва.
С 2009 года — член Экспертного совета международного аналитического журнала «Геополитика», президент Московского полиграфического союза.
В 2012 году уходит на пенсию и покидает руководящие посты. С октября 2013 по сентябрь 2017 года был одним из колумнистов газеты «Московский комсомолец».
Автор около 20 литературных произведений, в том числе: «Хроника времён „царя Бориса“» (1995) и «Тревожные сны царской свиты» (2000).
Скончался 16 октября 2022 года в Москве на 89-м году жизни. Прощание состоялось 22 октября в 12:00 по московскому времени в телецентре на Шаболовке, похороны прошли на Ваганьковском кладбище (уч. 41).

## Награды и премии
- Орден Почёта (12 мая 2016 года) — за большие заслуги в развитии телевидения и радиовещания, многолетнюю плодотворную деятельность[25].
- Орден Дружбы народов (27 июня 1994 года) — за активную работу по созданию российского телевидения и радиовещания, многолетнюю плодотворную журналистскую деятельность[26].
- Заслуженный деятель искусств Российской Федерации (21 декабря 2005 года) — за заслуги в области культуры, искусства, печати и телерадиовещания, многолетнюю плодотворную работу[27].
- Благодарность Президента Российской Федерации (8 мая 1996 года) — за активное участие в создании и становлении Всероссийской государственной телерадиовещательной компании[28].
- Почётная грамота Правительства Москвы (26 мая 2004 года) — за большой вклад в развитие телевидения столицы и в связи с 70-летием со дня рождения[29].
- Премия Союза журналистов России «Золотое перо России» (26 января 2001 года) — за публицистические книги о российской политике[30].

## Сочинения
- Избранное. — М.: Московский рабочий, 1989.
- Обжалованию не подлежит. — М.: Советская Россия, 1972.
- Не ждите писем. — М.: Молодая гвардия, 1974.
- Именительный падеж. — М.: Московский рабочий, 1975.
- Свадебный марш Мендельсона. — М.: Московский рабочий, 1978.
- Всегда не виновен. — М.: Современник, 1979.
- Без музыки. — М.: Московский рабочий, 1982.
- В поисках своего алиби. — М.: Профиздат, 1984.
- И власти плен… — М.: Молодая гвардия, 1988.
- Банальный сюжет. — М.: Советская Россия, 1988.
- Тревожные сны царской свиты. — М.: Совершенно секретно, 2000.
- Хроника времён «царя Бориса». — М.: Совершенно секретно, 1995, 1996, 2000.
- Тревожные сны «царя Бориса». — М.: 2011.
- Аншлаг в Кремле. — М.: 2011.
- Жизнь вопреки. — М.: 2018